# Massimiliano Busellato
Massimiliano Busellato (Bassano del Grappa, 23 aprile 1993) è un calciatore italiano, centrocampista dell'Eurocalcio Cassola.

## Carriera

### Club
Comincia nell'Eurocalcio Cassola. A nove anni arriva nelle giovanili del Cittadella, società con la quale debutta in Serie B il 4 settembre 2011, nella gara persa in casa contro il Padova (1-4) e in quella diventa quasi subito titolare della squadra veneta e conclude la stagione con 3 reti in 29 presenze, il 14 febbraio 2012 ha segnato il suo primo gol da professionista nella sfida contro l'AlbinoLeffe pareggiata (1-1). L'anno successivo colleziona 27 presenze e molte squadre di Serie A in estate si interesseranno al calciatore che però rimarrà al Cittadella. Rimane altre due stagioni con la maglia granata e arriverà a un totale di 120 partite e sei reti realizzate.
Il 12 agosto 2015, passa in prestito con diritto di riscatto alla Ternana in Serie B. Mette a segno la sua prima rete in rossoverde in Ternana-Pescara del 26 marzo 2016, siglando il definitivo 1-0.
Il 5 agosto 2016, passa in prestito con obbligo di riscatto al termine della stagione alla Salernitana in Serie B.
Il 7 luglio 2017 viene ceduto a titolo definitivo al Bari, con cui firma un triennale. Al termine della stagione 2017-2018 rimane svincolato dopo il fallimento del Bari. Il 4 agosto si trasferisce al Foggia dove firma un contratto fino al 2021. Nell'estate 2019 il Foggia fallisce, Busellato rimane svincolato e l'8 luglio si accorda col Calcio Pescara per la stagione 2019-2020 Il 6 ottobre 2019 segna il suo primo gol con gli abruzzesi, firmando il gol del definitivo 2-0 in casa contro l'Ascoli. Rimane con gli abruzzesi anche la stagione successiva e disputa una partita di Coppa Italia 2021-2022, collezionando in totale 60 presenze e 5 reti in tutte le competizioni.
Il 31 agosto 2021 sigla un contratto biennale con il Padova,  e nel primo campionato, in cui i biancoscudati perdono lo spareggio dei play-off per la promozione in serie B, Busellato gioca 18 partite. Al termine della stagione rifiuta il trasferimento a un'altra squadra e nel settembre 2022 viene messo fuori rosa. Dopo un anno e mezzo di inattività, l'8 marzo 2024 riparte dal Club che lo ha cresciuto, l'Eurocassola in Eccellenza veneta. 

### Nazionale
Il 29 febbraio 2012 debutta con la nazionale italiana Under-19 nella partita pareggiata (1-1) contro Israele, andando in rete. Il 5 giugno 2013 esordisce con l'Under-20 giocando da titolare nella partita vinta 6-1 contro la Polonia. Dal 2013 al 2014 ha fatto parte della B Italia di Massimo Piscedda, raccogliendo 6 presenze e 3 gol.

## Statistiche

### Presenze e reti nei club
Statistiche aggiornate al 16 maggio 2023.
| Stagione          | Squadra           | Campionato        | Campionato | Campionato | Coppe nazionali | Coppe nazionali | Coppe nazionali | Coppe continentali | Coppe continentali | Coppe continentali | Altre coppe | Altre coppe | Altre coppe | Totale | Totale | Totale |
| Stagione          | Squadra           | Comp              | Pres       | Reti       | Comp            | Pres            | Reti            | Comp               | Pres               | Reti               | Comp        | Pres        | Reti        | Pres   | Reti   |        |
| ----------------- | ----------------- | ----------------- | ---------- | ---------- | --------------- | --------------- | --------------- | ------------------ | ------------------ | ------------------ | ----------- | ----------- | ----------- | ------ | ------ | ------ |
| 2011-2012         | Cittadella        | B                 | 27         | 3          | CI              | 1               | 0               | -                  | -                  | -                  | -           | -           | -           | 28     | 3      |        |
| 2012-2013         | Cittadella        | B                 | 27         | 0          | CI              | 1               | 0               | -                  | -                  | -                  | -           | -           | -           | 28     | 0      |        |
| 2013-2014         | Cittadella        | B                 | 29         | 1          | CI              | 1               | 0               | -                  | -                  | -                  | -           | -           | -           | 30     | 1      |        |
| 2014-2015         | Cittadella        | B                 | 32         | 2          | CI              | 2               | 0               | -                  | -                  | -                  | -           | -           | -           | 34     | 2      |        |
| Totale Cittadella | Totale Cittadella | Totale Cittadella | 115        | 6          |                 | 5               | 0               |                    | -                  | -                  |             | -           | -           | 120    | 6      |        |
| 2015-2016         | Ternana           | B                 | 36         | 1          | CI              | 1               | 0               | -                  | -                  | -                  | -           | -           | -           | 37     | 1      |        |
| 2016-2017         | Salernitana       | B                 | 25         | 2          | CI              | 2               | 0               | -                  | -                  | -                  | -           | -           | -           | 27     | 2      |        |
| 2017-2018         | Bari              | B                 | 26         | 0          | CI              | 2               | 0               | -                  | -                  | -                  | -           | -           | -           | 28     | 0      |        |
| 2018-2019         | Foggia            | B                 | 25         | 0          | CI              | 0               | 0               | -                  | -                  | -                  | -           | -           | -           | 25     | 0      |        |
| 2019-2020         | Pescara           | B                 | 27+2       | 2          | CI              | 2               | 0               | -                  | -                  | -                  | -           | -           | -           | 31     | 2      |        |
| 2020-2021         | Pescara           | B                 | 27         | 3          | CI              | 1               | 0               | -                  | -                  | -                  | -           | -           | -           | 28     | 3      |        |
| 2021-2022         | Pescara           | B                 | 0          | 0          | CI              | 1               | 0               | -                  | -                  | -                  | -           | -           | -           | 1      | 0      |        |
| Totale Pescara    | Totale Pescara    | Totale Pescara    | 56         | 5          |                 | 4               | 0               |                    | -                  | -                  |             | -           | -           | 60     | 5      |        |
| 2021-2022         | Padova            | C                 | 18         | 0          | CI-C            | 2               | 0               | -                  | -                  | -                  | -           | -           | -           | 20     | 0      |        |
| 2022-2023         | Padova            | C                 | 0          | 0          | CI-C            | 3               | 0               | -                  | -                  | -                  | -           | -           | -           | 3      | 0      |        |
| Totale Padova     | Totale Padova     | Totale Padova     | 18         | 0          |                 | 5               | 0               |                    | -                  | -                  |             | -           | -           | 21     | 0      |        |
| Totale carriera   | Totale carriera   | Totale carriera   | 301        | 14         |                 | 20              | 0               |                    | -                  | -                  |             | -           | -           | 321    | 14     |        |

## Palmarès

### Club

#### Competizioni nazionali
- Coppa Italia Serie C: 1

Padova: 2021-2022